# Kultura bakterii
Kultura bakterii – sztuczna hodowla bakterii na przygotowanych do tego celu podłożach hodowlanych (pożywkach). Kultura bakterii to także bakterie wyhodowane w ten sposób.